# Туринский папский теологический факультет

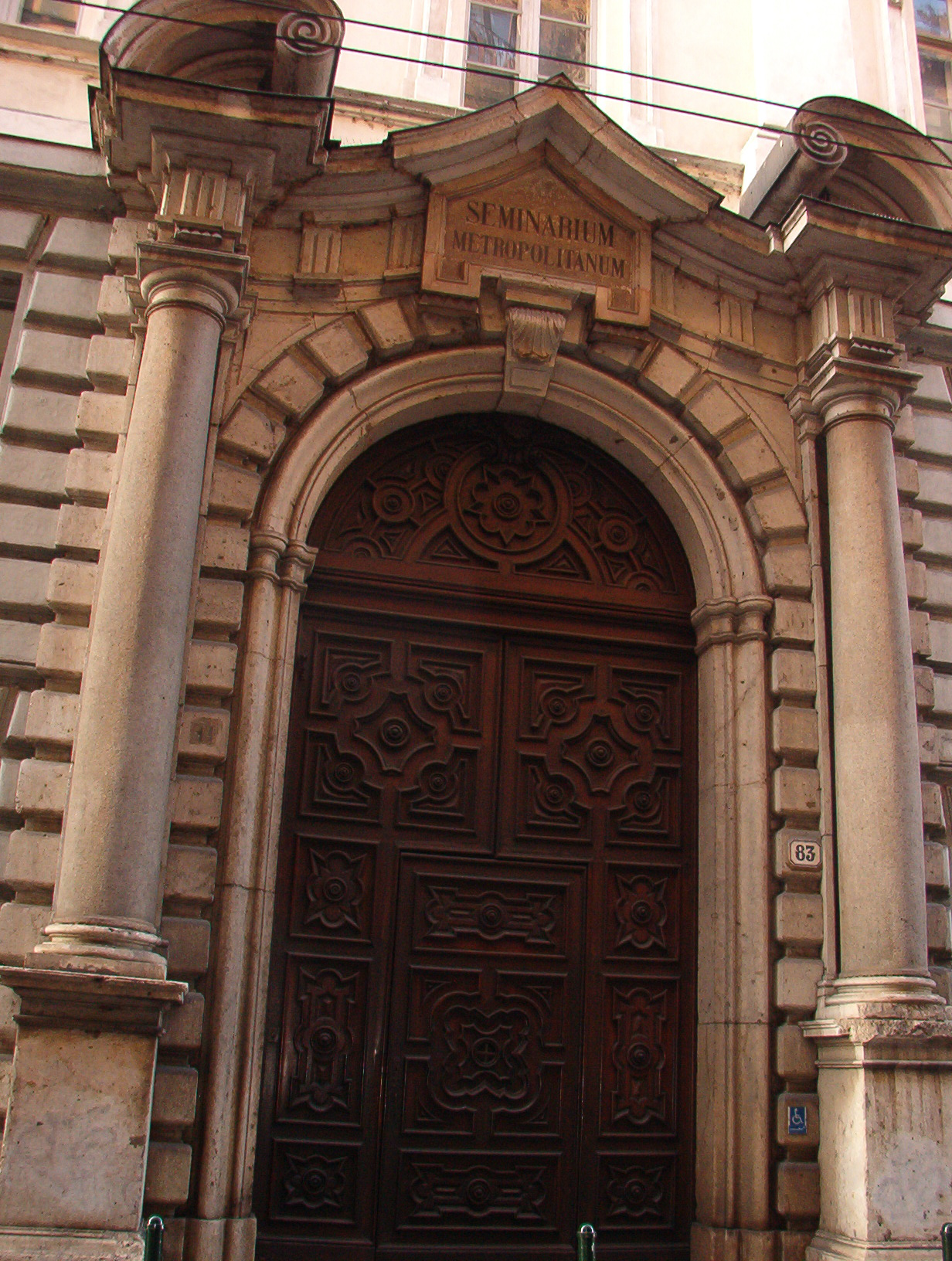
Вход в здание

Туринский папский теологический факультет (итал. Pontificia facoltà teologica di Torino) — итальянский римско-католический университет в Турине, существующий в 1873—1932 годах. Здание факультета раньше было семинарией. Оно находится на улице 20 сентября, рядом с Туринским собором, в центре города. C 1966 года в здании находится резиденция Туринского богословского факультета.

## История

### Основание
Туринский университет, основанный в 1404 году, имел богословский факультет. В 1873 году, когда было принято решение о закрытии богословских факультетов по всей Италии, факультет был перемещён в отдельное здание.
В следующем году в Туринской семинарии, которая действовала в полной автономии от Туринского университета, был основан Папский теологический факультет Туринской архиепископской семинарии, в котором обучались и другие Пьемонтские епархии, чтобы устранить приостановку теологических исследований в Пьемонтском университете. Главным инициатором этой идеи был архиепископ Лоренцо Гастальди.
Помимо Турина, богословские факультеты остались лишь в Кальяри, Сассари, Павии и Палермо.
Среди преподавателей нового факультета, был канон Джузеппе Пиовано, хорошо известный и за пределами академической сферы и который, будучи учёным церковной истории, был известным публицистом и основал в 1896 году христианско-социальный еженедельник La Democrazia Cristian.
Среди студентов, прошедших обучение на факультете: Теодоро Вальфре ди Бонцо (окончил в 1876 году), Джузеппе Алламано (окончил в 1877), Микеле Пеллегрино (окончил в 1931 году).

### Закрытие
Папский богословский факультет Турина был закрыт в 1932 году по приказу Святого Престола. Причиной этого было то, что Туринский университет не смог приспособиться к ряду положений, содержащихся в апостольской конституции Deus Scientificarum Dominus (1931), которая предусматривала ужесточение норм отбора преподавателей, повышение научной обоснованности преподавания и ужесточение норм присвоения академических званий.

## Библиотека
При факультете имеется древняя библиотека, основанная в 1751 году для использования туринскими семинаристами благодаря пожертвованию 3000 томов священника Гаспара Джордано. В начале девятнадцатого века архиепископ Джачинто делла Торре предоставил ей полку и увеличил количество книжного наследия за счет нового заметного пожертвования томов. Новые пожертвования поступили от других деятелей, таких как кардинал Микеле Пеллегрино. В 2014 году в библиотеке находилось около 200 000 томов.